# Piotr Łazarkiewicz
Piotr Antoni Łazarkiewicz (ur. 13 marca 1954 w Cieplicach Śląskich, zm. 20 czerwca 2008 w Warszawie) − polski reżyser, scenarzysta, aktor oraz producent filmowy.

## Życiorys
Urodził się jako syn Celiny i Konstantego Łazarkiewiczów. W wieku 18 lat stracił ojca. Autorytetem dla przyszłego reżysera stał się dziadek, organista. Rozbudził on we wnuku zamiłowania muzyczne. Jednak z czasem zapragnął zostać reżyserem. Jednak ówcześnie do łódzkiej filmówki nie można było zdawać zaraz po maturze. Łazarkiewicz więc początkowo studiował polonistykę na Uniwersytecie Wrocławskim.

## Edukacja
Absolwent II LO im. C.K. Norwida w Jeleniej Górze. W 1977 ukończył filologię polską na Uniwersytecie Wrocławskim, a 4 lata później uzyskał dyplom na Wydziale Radia i Telewizji Uniwersytetu Śląskiego w Katowicach.

## Działalność reżyserska
Łazarkiewicz pracował jako asystent przy Kobiecie samotnej Agnieszki Holland, Prognozie pogody Antoniego Krauze. Następnie zrealizował kilka filmów dokumentalnych. Jego debiutem fabularnym był film Kocham kino. W 1991 wraz z żoną Magdaleną wyreżyserował Odjazd. W 1997 przygotował reportaż poświęcony powodzi tysiąclecia zatytułowany Wielka woda. Był również wieloletnim reżyserem programu Bezludna wyspa w TVP2. Jego ostatni film to obraz 0 1 0.

## Śmierć i pogrzeb
Zmarł na zawał serca. 27 czerwca 2008 został pochowany na Wojskowych Powązkach (kwatera K-13-14).

## Życie prywatne
Był mężem Magdaleny Łazarkiewicz oraz ojcem Antoniego Łazarkiewicza i Gabrieli Łazarkiewicz.

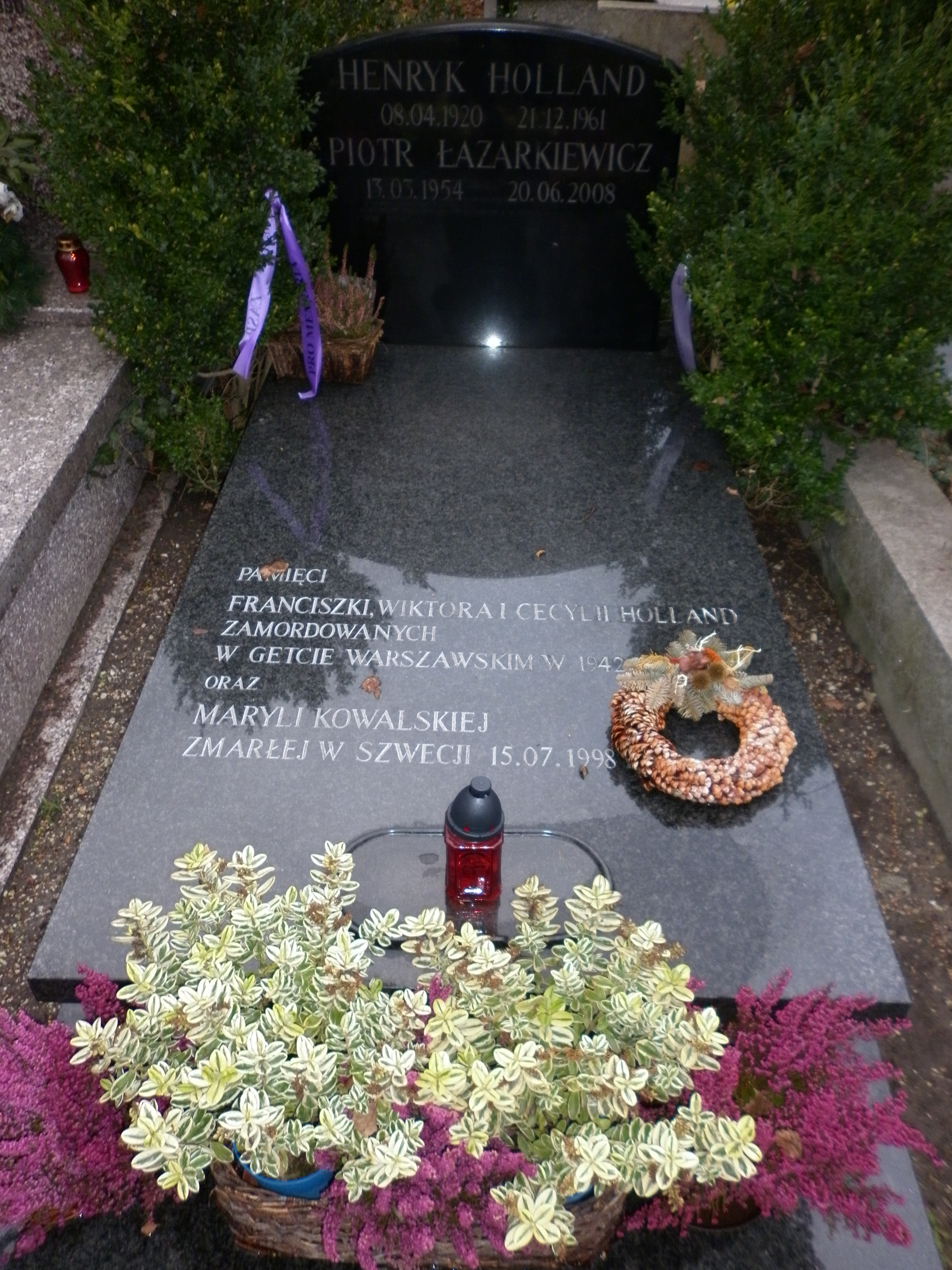
Grób Piotra Łazarkiewicza na Wojskowych Powązkach

## Nagrody
- Nagroda specjalna 17. Festiwalu Polskich Filmów Fabularnych.
- Nagroda Stowarzyszenia Filmowców Polskich 33. Festiwalu Polskich Filmów Fabularnych.

## Filmografia

### reżyser
- Tajemnice (1980)
- Kontrapunkt (1985)
- Fala (1985)
- Kocham kino (1987)
- W środku Europy (1990)
- Odjazd (1991)
- Pora na czarownice (1993)
- Odjazd (1995)
- Zaklęta (1997)
- Samo niebo (2001)
- 0 1 0 (2007)

### scenarzysta
- Kocham kino (1987)
- Odjazd (1991)
- Pora na czarownice (1993)
- Odjazd (1995)
- 0 1 0 (2007)

### producent filmowy
- Żegnaj Ameryko! (1993)
- Pora na czarownice (1993)
- Na koniec świata (1999)

### aktor
- Kocham kino (1987) jako reżyser „Rąk pianisty”
- Ostatni dzwonek (1989) jako strażak
- Białe małżeństwo (1992) jako akompaniator
- Odjazd (1995) jako organista Joachim
- Samo niebo (2001) jako pan Piotruś, rekwizytor w teatrze

## Spektakle w Teatrze Telewizji

### reżyser
- A śmierć utraci swoją władzę... (1996)
- Duże i małe (1998)
- Ogień w głowie (2000)
- Zbliżenie (2000)
- Pasożyty (2001)
- Martwa królewna (2003)
- Fotoplastikon (2005)
- Trelemorele (2006)

### scenarzysta
- A śmierć utraci swoją władzę... (1996)
- Zbliżenie (2000)
- Pasożyty (2001)
- Martwa królewna (2003)
- Trelemorele (2006)